# Little Girls in Pretty Boxes
Little Pretty in Boxes é um telefilme estadunidense de 1997 dirigido por Christopher Leitch, baseado num livro de Joan Ryan. O elenco tem Swoosie Kurtz e Courtney Peldon. 
Conta a história fictícia de uma menina que mudou-se com a família para Los Angeles para dar seguimento ao sonho do ouro olímpico com um difícil e rigoroso treinador. No livro, Ryan reconta a história de ginastas jovens lidando com o abuso de analgésicos e ignorando as refeições, exigindo o corpo ao limite e, por vezes, fraturando-se na busca pela perfeição.